# 佩雷莫日內 (盧漢斯克區)
48°23′54″N 39°22′57″E / 48.39833°N 39.38250°E

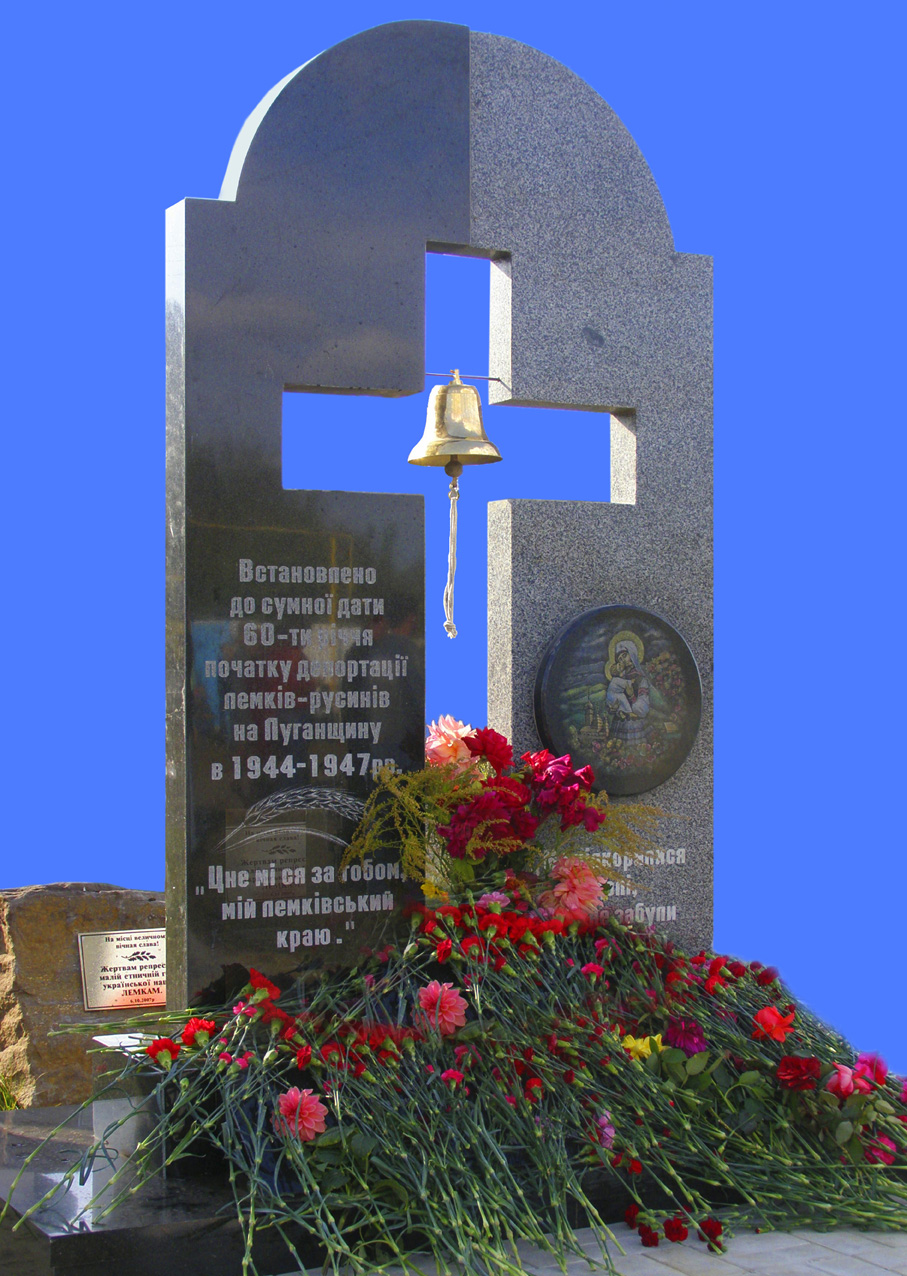
被迫迁徙妇女纪念碑

佩雷莫日内（烏克蘭語：Переможне）是位於烏克蘭東部的村莊，由盧甘斯克州卢甘斯克区的盧圖希內市鎮負責管轄。該村面積1.69平方公里，海拔高度181米，2001年人口656，人口密度每平方公里388.2人。